# Evangelický hřbitov v Zahrádkách
Evangelický hřbitov v Zahrádkách je hřbitov farního sboru Českobratrské církve evangelické v Strmilově, v obci Zahrádky u evangelického kostela. Jeho rozloha činí 1088 m². 
Roku 1891 založil sbor v Horních Dubenkách fond „ku stavbě hřbitova a modlitebny v Zahrádce“. Pozemek pod hřbitov věnoval presbyter František Kolman. Při posvěcení hřbitova dne 11. srpna 1895 byly slavnostně pohřbeny ostatky Josefa Hřavy, ubitého v 18. století vojáky pro evangelickou víru.
V letech 1901–1903 byl u hřbitova vystavěn kostel.

## Galerie

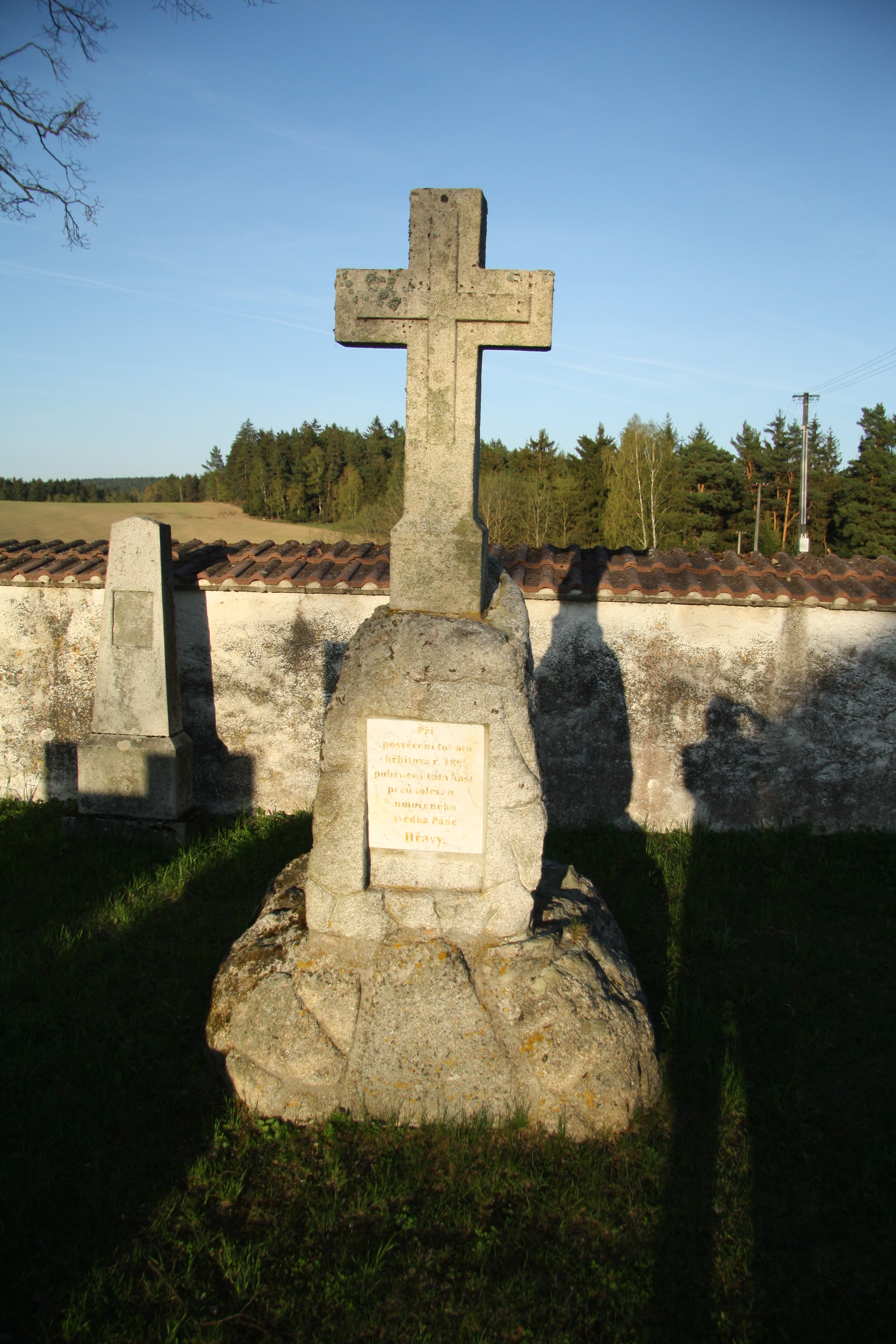
Hřbitovní kříž
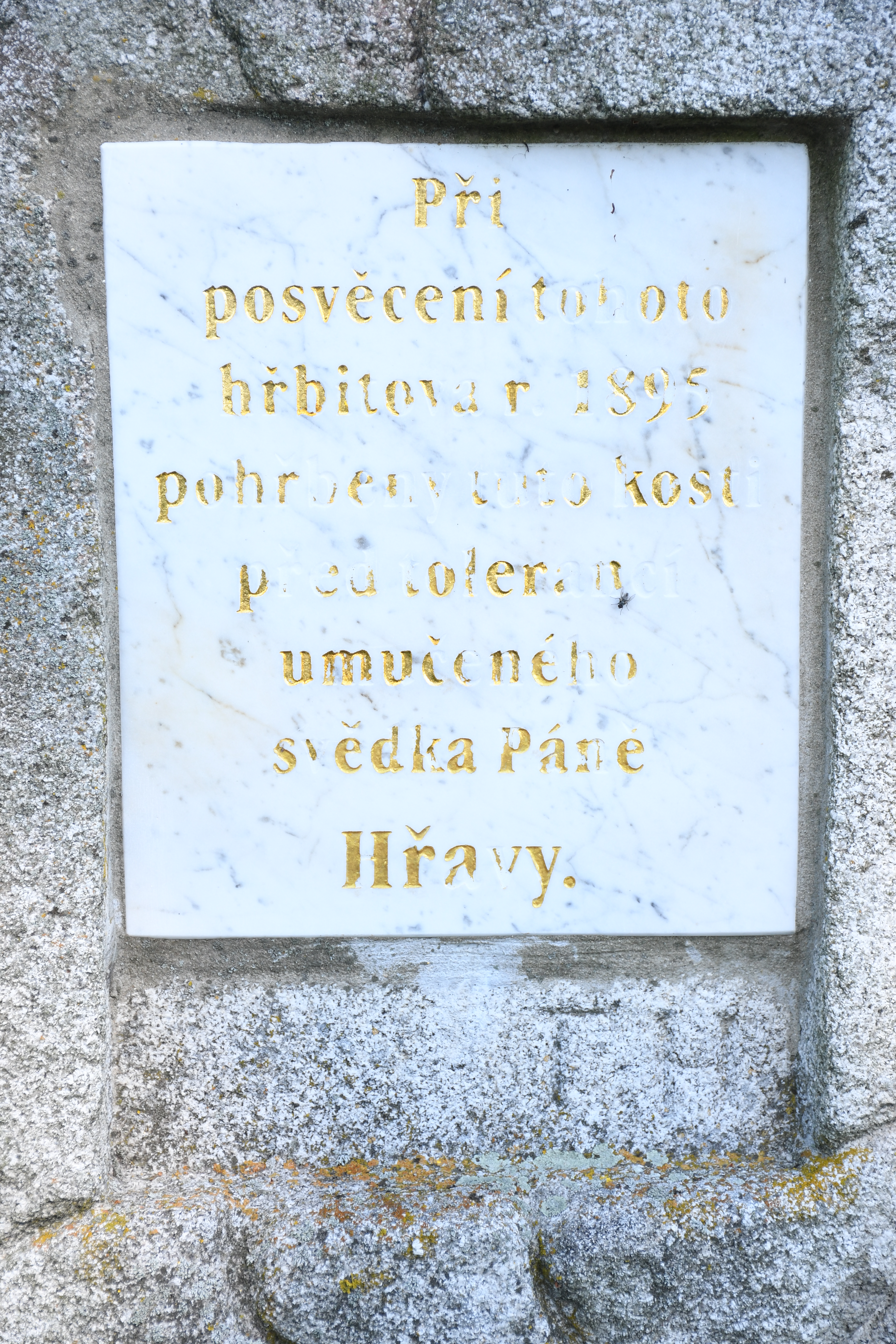
Pamětní deska
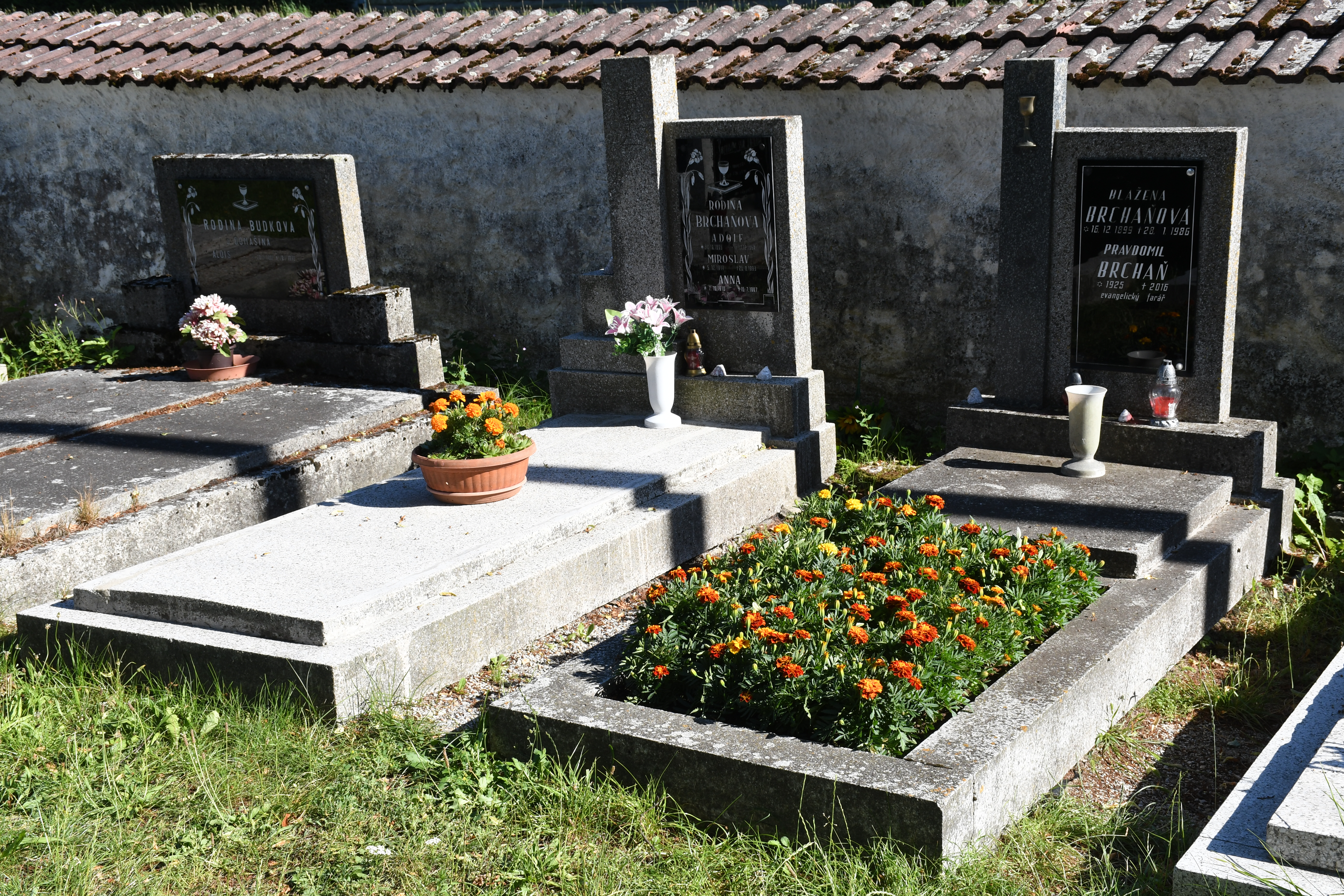
Náhrobky